# 総合病院厚生中央病院
総合病院厚生中央病院（そうごうびょういんこうせいちゅうおうびょういん）は、東京都目黒区三田にある医療機関。全国土木建築国民健康保険組合が運営する企業立病院である。
2009年6月末現在、日本で唯一、国民健康保険組合が運営する病院である。

## 沿革
1959年5月1日開院。開院時の診療科は内科・外科・整形外科・産婦人科・小児科・皮膚泌尿器科・耳鼻咽喉科・眼科・放射線科。全国土木建築国民健康保険組合の被保険者のための医療機関として、またそれまでに開設していた直営診療所（大阪診療所・札幌診療所・名古屋診療所）の診療センターとして開設された。1962年に人間ドック棟増設。1969年にリハビリテーションセンター開設。1972年に診療科を15科に増設。
1980年代後半には病院前を走るバスの廃止などにより経営が悪化し財政が低落する中で、建て替えの必要にも迫られていた。同時期に東京都による恵比寿地区の整備計画案があり、敷地内を道路が通ること、目黒区から強い要請があったことなどから組合もこれに協力することになり、1988年12月にサッポロビールと土地交換。1992年6月、現在の地に鉄筋コンクリート地上8階地下2階の新病院を開設した。
古くからの臨床研修指定病院でもある。

## 診療科
- 総合内科
- 循環器内科
- 消化器内科
- 外科
- 呼吸器・乳腺外科
- リハビリテーション科
- 整形外科
- 小児科
- 産婦人科
- 眼科
- 耳鼻咽喉科
- 皮膚科
- 泌尿器科
- 診療放射線科
- 麻酔科・ペインクリニック
- 脳神経外科
- 神経科

## 医療機関の指定等
- 保険医療機関
- 労災保険指定医療機関
- 指定自立支援医療機関（更生医療）
- 身体障害者福祉法指定医の配置されている医療機関
- 生活保護法指定医療機関
- 結核指定医療機関
- 原子爆弾被害者一般疾病医療取扱医療機関
- 公害医療機関
- 母体保護法指定医の配置されている医療機関
- 臨床研修指定病院
- 特定疾患治療研究事業委託医療機関

## 交通アクセス
- JR東日本山手線恵比寿駅東口下車、徒歩5分 (恵比寿ガーデンプレイスの恵比寿スカイウォークを利用)
- 東京メトロ日比谷線恵比寿駅下車、徒歩7分
- JR目黒駅西口下車、徒歩10分